# Fortim da Ilha dos Periquitos
O Fortim da Ilha dos Periquitos localizava-se na ilha dos Periquitos (hoje desaparecida), fronteira ao sítio Tapanã, na cidade de Belém, estado do Pará, no Brasil.

## História
Esta estrutura foi mandada erguer pelo Governador e Capitão-general do Estado do Grão-Pará e Maranhão, Fernão da Costa de Ataíde Teive Sousa Coutinho (1763-1772), a partir de 1763, para proteção do acesso ao porto, coadjuvando a defesa do Forte de Nossa Senhora das Mercês da barra de Belém e da Bateria de Val-de-Cães, com os quais cooperava. De construção ligeira, estava artilhado com quatro peças, voltadas para o rio. A erosão fluvial, causando o progressivo desaparecimento da ilha, foi responsável pela ruína e desaparecimento desta estrutura (GARRIDO, 1940:34). OLIVEIRA (1968) complementa que, em 1803 encontrava-se abandonada e que, em 1834 a própria ilha havia desaparecido parcialmente (op. cit., p. 748) por efeito da erosão fluvial.
BARRETTO (1958) refere esta estrutura (Fortim da ilha dos Periquitos), ao Norte do Forte da Barra, juntamente com outra (Bateria da ilha dos Periquitos), ao Sul do Forte da Barra, na baía do Guajará, que considerou como um forte (ver Fortim da barra de Belém) (op. cit., p. 50). O mesmo autor também considerou que o Fortim da ilha dos Periquitos, de 1763, sucedeu a estrutura que seria o Fortim da Barra, que remontava a 1738 (op. cit., p. 70).
Artur Viana considera que Ataide Teive mandou erguer a bateria em 1793 e Ferreira Reis, o mesmo governador, mas em 1792. (OLIVEIRA, 1968:748) Entretanto, ambas as datas são inconsistentes, uma vez que o governador, à época, era Francisco Maurício de Sousa Coutinho (1790—1803).